# Miroslav Široký (restaurátor)
Miroslav Široký (28. října 1952, Třebíč) je český restaurátor.

## Biografie
Miroslav Široký se narodil v roce 1952 v Třebíči, v letech 1971–1976 vystudoval organickou chemii na Přírodovědecké fakultě Univerzity Karlovy v Praze, v roce 1980 tamtéž obhájil kandidátskou práci. Posléze nastoupil do Státního ústředního archivu a věnoval se restaurátorské činnosti, v letech 1985 až 1987 přednášel restaurátorství na SPŠ grafické v Praze a v letech 1987 a 1988 na Filozofické fakultě Univerzity Karlovy v Praze, přednášel také pro studenty kurzu konzervátorství v Národním technickém muzeu v Praze v letech 1994 a 1995. Věnuje se také publikování, publikoval v odborných restaurátorských publikacích.
Specializuje se na restaurování pergamenů, papírových děl, architektonických plánů a partitur. Spolupracoval s Archivem Koruny české, Muzeem Bedřicha Smetany, Muzeem Antonína Dvořáka, Muzeem České hudby v Praze, Moravským zemským muzeem, Památníkem Terezín a okresními archivy. Restauroval například partitury děl Fidlovačka nebo Kde domov můj od Josefa Kajetána Tyla nebo partitury oper Bedřicha Smetany nebo Leoše Janáčka. Restauroval také partituru České mše vánoční Jakuba Jana Ryby nebo architektonické plány Josipa Plečnika. V letech 2007–2010 ve spolupráci s Kateřinou Opatovou restauroval Opatovický misál.